# Bolsena

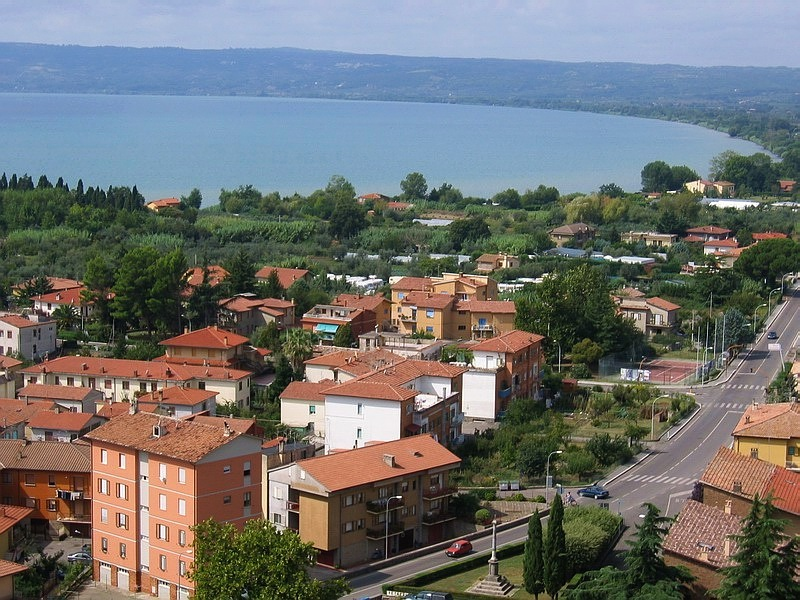
Quang cảnh thành phố với hồ.

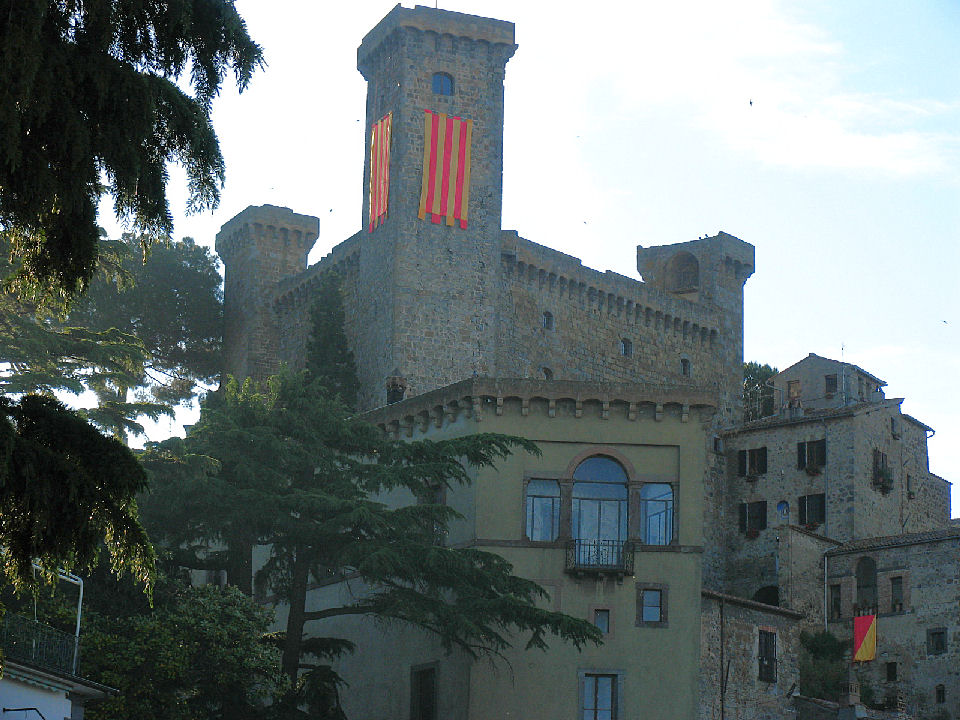
Lâu đài Bolsena.

Bolsena là một thị xã của Italia, thuộc tỉnh Viterbo phía bắc Lazio bên bờ đông của hồ Bolsena. Thị xã có cự ly 10 km (6 mi) về phía bắc tây bắc Montefiascone và 36 km (22 mi) về phía tây bắc của Viterbo.
Thị xã có lâu đài Bolsena.
==Tham khảo==